# Juan Hidalgo Codorniu
Juan Hidalgo Codorniu (Las Palmas de Gran Canaria, 14 de octubre de 1927- Ayacata, Gran Canaria, 26 de febrero de 2018) fue un artista multidisciplinar vanguardista español, compositor, fotógrafo, pintor, escultor y poeta, también experimentado con las performances. Se definía a sí mismo como "El hijo de John Cage y el nieto de Marcel Duchamp". En 2016 recibió el Premio Nacional de Artes Plásticas.

## Trayectoria profesional
Durante sus primeros años vivió tanto en Las Palmas de Gran Canaria, Barcelona y París como Milán. Estudió piano de la mano de Luis Prieto, Carmen Pérez, Frank Marshall, Gabriel Abréu, Pierre Lucas, Santiago Riera y Louis Hiltbrandand, y composición en Barcelona con Xavier Montsalvatge, Pablo Garrido, F.A. Marescotti, Nadia Boulanger y Bruno Maderna.
En 1955 recibió el II Premio de Instrumentación del Conservatorio de Ginebra. En 1956 conoció, en Milán, a Walter Marchetti, con el que formará equipo de trabajo e investigación durante muchos.
El 28 de julio de 1957 participó en el XII Internationale Ferienkurse Fur Neue Musik ("Curso Internacional de Vacaciones para la Nueva Música"), un festival de música realizado en la ciudad alemana de Darmstadt. Presentó su composición serial-estructural "Ukanga", una composición en serie para un conjunto de cinco cámaras, siendo el primer compositor español en participar en el festival. Sin embargo, esta obra fue estrenada en España, su país de nacimiento, trece años después (1971). En 1958, Hidalgo conoció en la respectiva edición del festival a los compositores americanos John Cage y David Tudor, que fueron cruciales en el desarrollo posterior de su obra. Este año mismo año presentó en el festival su nueva obra "Caruga".
El 21 de enero de 1959, estrenó "Ciu Music Quartet" y "Offenes Trio" en el primer festival de música únicamente contemporánea y experimental que se produjo en la isla de Gran Canaria y que fue llamado "Siete día de música nueva". Por otro lado, este mismo año, junto con Walter Marchetti, estrenó las obras "Milan-piano" y "Wuppertal Dos Pianos" en un concierto realizado por el "Club 49" en Barcelona. Además en el año 60 en este mismo club, ambos compositores realizaron lo llamado "Música Abierta", una sociedad dedicada a los conciertos de música contemporánea.
En 1961 trabajó en París en el "Service de la Recherche de la Radio Televisión francesa" (ORTF) bajo la dirección del compositor Pierre Schaeffer. Durante este periodo compuso "Etude de Stage" la primera obra de música concreta producida por un compositor español.

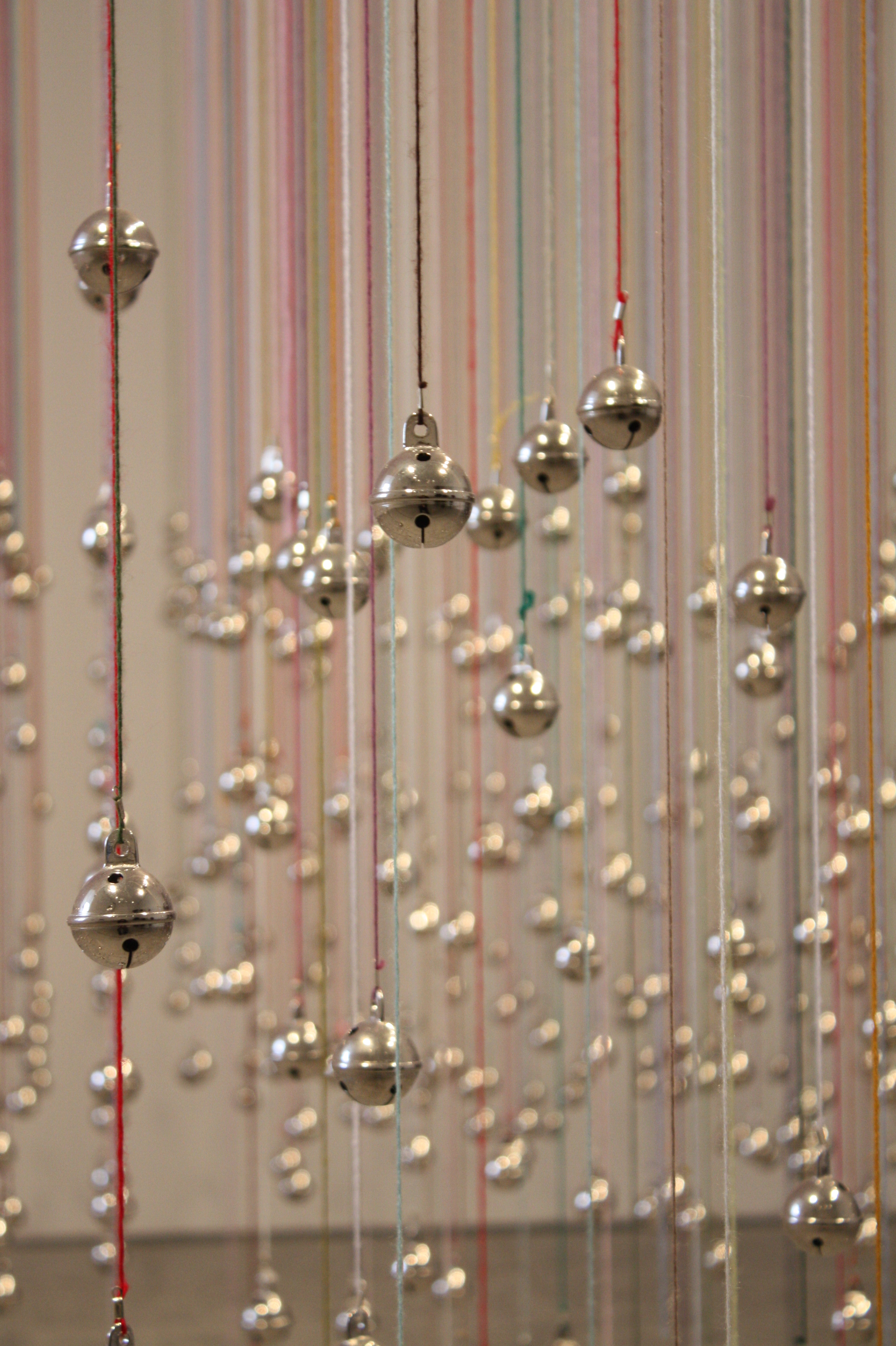
Instalación en el Museo Reina Sofía del colectivo ZAJ al que pertenecía Juan Hidalgo.

Este mismo año presentó su obra "Ukanga" en la ciudad de Tokio, concretamente en el festival de música experimental realizado en el "Sogetsu Kai-Kan Hall". Debido a este episodio de su vida, entre los años 1962 y 1964, se adentró en la cultura oriental estudiando tanto el idioma chino como el japonés, recibiendo clases en el IMEO (Instituto para el medio y extremo Oriente) en las ciudades de Milán y Roma.
Juan Hidalgo fuel el fundador del grupo Zaj formado en 1964, junto a Ramón Barce y Walter Marchetti; posteriormente, se les unió Esther Ferrer y el escritor José Luis Castillejo. Zaj fue formado como un movimiento musical pero en el participaron tanto pintores, escultores, poetas, etc. Fue una audaz expresión de neodadaísmo español, influenciado por la filosofía zen y por la teoría artística de Marcel Duchamp. El grupo Zaj muestra similitudes y paralelismos con el grupo Gutai, japonés, y con el colectivo Fluxus, americano. El mismo año de su formación realizaron su primer concierto y un año después se lanzaron a crear su propio festival en el que interpretaron cinco conciertos en distintos escenarios madrileños. Como se ha mencionado anteriormente, en 1966 José Luis Castillejo se incorporó al grupo con posiblemente uno de los proyectos lírico-plásticos más ambiciosos del grupo llamado "La caída del avión en el terreno baldío".
En el año 1967, realizaron una de sus interpretaciones más escandalosas en el Teatro de la Infanta Beatriz en Madrid. La obra comenzó únicamente con uno de los intérpretes mordiendo una manzana. Fue tal el impacto que únicamente realizaron el primer acto de los siete que tenían previstos. Seguidamente, en el año 1968, la artista Esther Ferrer se unió al grupo.
En 1966 participó en Londres con artistas como Gustav Metzger, Otto Muehl, Wolf Vostell y Hermann Nitsch en el Destruction in Art Symposium (DIAS).
Falleció el 26 de febrero de 2018 en su casa de Ayacata.

## Premios
- Premio Nacional de Artes Plásticas, 2016.[4]